# 异抗坏血酸钠
异抗坏血酸钠（英語：Sodium Erythorbate）是一种抗氧保鲜剂，采用微生物发酵工艺生产。分子式C6H7NaO6，是白色结晶颗粒，分子量：198.11，熔点168-170℃。E编码为E316。

## 用途
食品行业中作为抗氧化剂、保鲜剂和防腐剂，可用于食品饮料加工，能延长保质期，无任何毒副作用。除抗氧化外，能够辅助非血红素铁的吸收、增强亚硝酸盐对肌红蛋白的增色作用、减少亚硝酸盐产生致癌物亚硝胺的可能性。
易溶于水。10%食品级溶液的pH在7.2-7.9之间。溶液中容易和氧气反应，起抗氧化作用。

## 贮存
在避光、干燥、通风和阴凉的库房处贮存。